# Henschoutedenia frenata
Henschoutedenia frenata är en kackerlacksart som först beskrevs av Gerstaecker 1883.  Henschoutedenia frenata ingår i släktet Henschoutedenia och familjen jättekackerlackor. Inga underarter finns listade i Catalogue of Life.